# Eurofins Scientific
Eurofins Scientific és un grup francès de laboratoris amb seu a Luxemburg que ofereix proves i serveis de suport a les indústries farmacèutiques, alimentàries, mediambientals, agrícoles i de productes de consum i als governs.
El Grup Eurofins té una xarxa internacional de més de 900 laboratoris a 50 països i una cartera de més de 200.000 mètodes analítics validats per caracteritzar la seguretat, identitat, puresa, composició, autenticitat i origen de productes i substàncies biològiques. Eurofins també ofereix serveis de proves de diagnòstic clínic i productes de diagnòstic in vitro. Mitjançant la investigació i el desenvolupament, les llicències i les adquisicions, el Grup es basa en els últims desenvolupaments en l'àmbit de la biotecnologia i les ciències analítiques.